# Neele Ternes
Neele Ternes (* 1980) ist eine deutsche Popmusikerin. Bekannt wurde sie als Sängerin des Lieds Dad aus dem Edeka-Werbespot Heimkommen.

## Biografie
Neele Ternes stammt ursprünglich aus Oldenburg und lebt seit 2015 in Berlin. Ihr Vater Norbert Ternes ist Violinist, war zweiter Konzertmeister am Staatstheater in Oldenburg und leitet dort das Laienorchester "Oldenburgisches Schlossorchester". Sie selbst lernte in ihrer Kindheit bereits Klavierspielen. Sie schloss ein Musikstudium in Jazzgesang und Gesangspädagogik in Bremen ab und ging dann nach Hamburg, wo sie als Gesangslehrerin an einer Musikschule arbeitete. Daneben war sie als Studiosängerin für verschiedene Künstler tätig. Unter anderem veröffentlichte sie 2003 die Single Whatever mit Phunk Nouveaux, einem Projekt des DJs Azzido Da Bass. Außerdem schrieb sie auch an Songs mit, unter anderem für Annett Louisan, Ivy Quainoo und Conchita Wurst.
Ende 2015 wurde Florian Lakenmacher von ihrer Hamburger Produktionsfirma Supreme Music beauftragt, die Musik für einen Werbespot des Unternehmens Edeka zu schreiben. In dem Film mit dem Titel Heimkommen geht es um einen Vater bzw. Großvater, der Weihnachten oft alleine verbringt, bis es ihm mit einem Trick gelingt, seine Kinder und Enkel zur gemeinsamen Feier zusammenzubringen. Ternes wurde angefragt, das Lied mit dem Titel Dad zu singen. Der Spot wurde Ende November im Internet veröffentlicht und nachdem er sich als sehr erfolgreich erwies, wurde das vollständige Lied erst über Soundcloud und am 11. Dezember 2015 auch als kommerzieller Download veröffentlicht. Daraufhin stieg Dad auch in die deutschen Singlecharts ein.

## Diskografie
Lieder
- Whatever / Phunk Nouveaux feat. Neele Ternes (2005)
- Dad (2015)
- Stupid Girl / Begleitgesang bei Madeline Juno, erschienen als Single und auf dem Album Salvation (2016)